# Phara (distrito)
Phara é um distrito do Peru, departamento de Puno, localizada na província de Sandia.

## Transporte
O distrito de Phara é servido pela seguinte rodovia:
- PU-108, que liga a cidade de Alto Inambari  ao distrito de Coasa
- PU-106, que liga a cidade ao distrito de Crucero [1][2][3]